# Herrania umbratica
Herrania umbratica là một loài thực vật có hoa thuộc họ Sterculiaceae.
Loài này chỉ có ở Colombia.